# Montclar-de-Comminges
Montclar-de-Comminges (okzitanisch gleichlautend) ist eine französische Gemeinde mit 75 Einwohnern (Stand: 1. Januar 2022) im Département Haute-Garonne in der Region Okzitanien (zuvor Midi-Pyrénées). Montclar-de-Comminges gehört zum Arrondissement Muret und zum Kanton Cazères. Die Einwohner werden Montclarais genannt. 

## Geografie
Montclar-de-Comminges liegt etwa 60 Kilometer südsüdwestlich von Toulouse. Montclar-de-Comminges wird umgeben von den Nachbargemeinden Mauran im Norden, Palaminy im Nordosten, Plagne im Osten, Ausseing im Süden sowie Roquefort-sur-Garonne im Westen.

## Bevölkerungsentwicklung
| Jahr                      | 1962 | 1968 | 1975 | 1982 | 1990 | 1999 | 2006 | 2013 |
| Einwohner                 | 116  | 104  | 89   | 77   | 70   | 69   | 74   | 93   |
| Quelle: Cassini und INSEE |      |      |      |      |      |      |      |      |

## Sehenswürdigkeiten
- Kirche Saint-Hilaire